# 黃光周
黃光周（？—？），福建福州人，清朝政治人物。进士出身。
道光二十五年，登进士。咸丰二年（1852年），擔任清朝廣州府新安縣知縣。后由沈賡揚接任。